# Henrik Schönbeck
Henrik Olof Schönbeck, född den 28 april 1810 i Malmö, död den 2 juli 1896 i Stockholm, var en svensk präst och politiker. Han var far till Christian Schönbeck, bror till John Mathias Schönbeck och svärfar till Carl Albert Joakim Seberg samt kusin till Carl Gustaf Schönbeck.
Schönbeck blev student vid Lunds universitet 1824 och filosofie magister 1829 efter att längre tider ha bedrivit studier även vid Köpenhamns universitet. Han kallades till docent i estetik vid Lunds universitet 1831. Schönbeck prästvigdes 1838 och blev kyrkoherde 1840 i Hässlunda församling och 1858 i Kvistofta församling, båda i Lunds stift. Under en resa i Tyskland 1846 övervarade han det fria kyrkomötet i Neustadt. Åren 1862-66 var han folkskoleinspektör i Kristianstads och Blekinge län och 1867 i vissa delar av Malmöhus län. Han var i ståndsriksdagen ledamot av prästeståndet 1856-1858 för Lunds stift. Han var ledamot av riksdagens första kammare 1876-1888, invald i Malmöhus läns valkrets. Han tillhörde där riksdagens vänster, inom vilken han spelade en ganska betydande roll, "mindre genom sitt uppträdande i debatterna än genom sina förbindelser med pressen och sitt lifliga deltagande i de privata förhandlingarna, där hans snarfyndighet och rikedom på utvägar beredde honom respekt och inflytande", som det heter i Nordisk familjebok. Schönbeck blev 1865 av Lunds stifts kyrkoherdar utsedd till statsrevisor och erhöll 1881–84 samma uppdrag av riksdagens Andra kammare. 
Av Schönbecks skrifter kan nämnas Biskop Vilhelm Faxes historia, jemte bidrag till Lunds domkapitels karakteristik (I. 1848, supplement samma år), Memorialer, föredragne i presteståndet 1856 (1856), Personal- och kulturbilder (I. 1878), Regleringen af biskopslönerna (1883) och Regleringen af presterskapets lön i tolf pastorat (1885). Dessutom skrev Schönbeck en mängd tidningsartiklar, särskilt i Dagens Nyheter, företrädesvis i politiska ämnen. År 1927 utgavs en samling dittills otryckt material, Prelater. Ur prosten Henrik Schönbecks memoarer från 1800-talets förra hälft, med förord av Nils Erdmann.